# Gonomyia latilobata
Gonomyia latilobata là một loài ruồi trong họ Limoniidae. Chúng phân bố ở miền Cổ bắc.